# Jašar Ahmedovski
Jašar Ahmedovski (* 22. Dezember 1964 in Prilep, Jugoslawien) ist ein serbisch-nordmazedonischer Sänger. 

## Biografie
Er gehört zu den bekanntesten Sängern der „Narodna Muzika“ und des Turbofolks. Sein jüngerer Bruder Ipče Ahmedovski (1966–1994) war ebenfalls ein erfolgreicher Sänger.

## Diskografie

### Alben
- 1982: Za srca zaljubljena
- 1983: Jednoj ženi za sećanje
- 1984: Mnogo si me usrećila
- 1985: Dečak zaljubljeni
- 1986: Pomiri me sa najdražom
- 1987: Žena moje mladosti
- 1989: Zabraniću suzama
- 1990: Zarobi me
- 1993: Dobar momak
- 1995: Kad sveća dogori
- 1996: Moj bagreme beli
- 1997: A oko mene ženski svet
- 1997: Venčajte me sa njenom lepotom
- 2000: Ne bilo mi što mi majka misli
- 2002: Koja žena prokle mene
- 2005: Malo ljubav malo greh
- 2007: Idi sve je gotovo
- 2012: Na njenu će dušu sve

### Singles (Auswahl)
- 1983: Jednoj ženi za sećanje
- 1996: Isplači Se, Biće Ti Lakše
- 1997: Venčajte Me Sa Njenom Lepotom
- 2002: Ne Bilo Mi Što Mi Majka Misli